# گرچن مول
گرچن مول (به انگلیسی: Gretchen Mol) (زاده ۸ نوامبر ۱۹۷۲) مدل سابق و بازیگر آمریکایی است. او اغلب به‌خاطر بازی در فیلم‌های بی‌آبرویان، شهرت، ۳:۱۰ به یوما و طبقۀ سیزدهم شناخته می‌شود.

## فیلم‌شناسی
برخی فیلم‌های مول:
- دنی براسکو
- شهرت
- طبقه سیزدهم
- شیرین و رذل
- امبرسون‌های باشکوه
- ۳:۱۰ به یوما
- امپراتوری بوردواک
- منچستر بای د سی
- مرد خانواده
- موسیقی از اتاقی دیگر
- ده
- آخرین باری که خودکشی کردم
- هتل جدید رز
- فاجعه
- پیدا کردن گریسلند
- بتی پیج بدنام